# Pseudopleminia ruficornis
Pseudopleminia ruficornis är en insektsart som först beskrevs av Walker, F. 1870.  Pseudopleminia ruficornis ingår i släktet Pseudopleminia och familjen vårtbitare. Inga underarter finns listade i Catalogue of Life.